# Pycnogonum (Nulloviger) elephas
Pycnogonum (Nulloviger) elephas is een zeespin uit de familie Pycnogonidae. De soort behoort tot het geslacht Pycnogonum. Pycnogonum (Nulloviger) elephas werd in 1966 voor het eerst wetenschappelijk beschreven door Stock. 